# Peter Olsson (radiojournalist)
John Peter Olsson, född 23 januari 1964 i Jukkasjärvi församling i Norrbottens län, är en svensk journalist.
Peter Olsson har i många år varit verksam som journalist inom radion. Vid P4 Jönköping var han nyhetschef en längre tid, sedan agendachef innan han 2015 efterträdde Lars Bernfalk som kanalchef för lokalradiostationen.
Han är gift med Anna-Karin Hedén (född 1973), som är redaktör för SVT Nyheter Jönköping.